# Fallowlees
Fallowlees var en civil parish 1866–1955 när det uppgick i Hollinghill, i grevskapet Northumberland i England. Civil parish var belägen 9 km från Rothbury och hade 3 invånare år 1951.